# Avstrijska nasledstvena vojna
Avstrijska nasledstvena vojna, vojna za nasledstvo v avstrijski monarhiji (1741–1748).
Bavarska, Prusija, Francija in Španija so po smrti cesarja Karla VI. poskušale izkoristiti domnevno nemoč njegove naslednice, Marije Terezije, za uveljavljanje svojih interesov. Vendar je mladi vladarici uspelo ob dokaj medli podpori Velike Britanije, v odločilnih trenutkih pa z iskreno pomočjo Madžarov in Hrvatov, predvsem pa s svojo neomajno odločnostjo, monarhijo obraniti. V veliko pomoč ji je bila tudi neenotnost in sebičnost napadalcev. Vojna se je iz Šlezije in Češke (prva in druga šlezijska vojna) razširila v Porenje, severno in srednjo Italijo ter na Nizozemsko in s svojimi vplivi segla celo v Anglijo (podpora drugi jakobitski vstaji) in na kolonialna ozemlja v Severni Ameriki in Indiji. V vojni so sodelovale skoraj vse evropske države. Z mirom v Aachnu je bilo Mariji Tereziji priznano nasledstvo v habsburških dednih deželah, vendar je morala Prusiji odstopiti večji del Šlezije, Filipu Parmskemu prepustiti vojvodine Parmo, Piacenzo in Guastallo, ter sardinskemu kralju več ozemelj v zahodni Lombardiji.

## Uvod
V zadnjih letih vladanja cesarja Karla VI., po smrti Evgena Savojskega (1736), avstrijska monarhija ni imela nobenega dobrega vojskovodje in politika. Na Balkanu je proti Turkom izgubljala bitko za bitko in se je morala umakniti iz Srbije in Bosne, najbolj pa je bila boleča izguba ugleda njene vojske.
Prevzem krmila monarhije s strani mlade, vojaško in politično nešolane ženske, se je mnogim nasprotnikom zdel primeren trenutek, da izkoristijo svoje, dolgo gojene ambicije: bavarski volilni knezi so že dolgo hrepeneli po nekdanji pomembni vlogi Wittelsbachov v evropski politiki; francoski Burboni so začutili priložnost, da se znebijo svojih največjih sovražnikov; pruski kralj je imel v načrtu, da poveča svojo državo za ozemlje gosto naseljene in z rudninami bogate Šlezije; španska kraljica Elizabeta Farnese, ki je imela ob mlahavem soprogu velik vpliv na špansko politiko, si je za življenjski cilj zadala nalogo, da pribori nazaj vojvodine svoje rodbine v Italiji, Parmo, Piacenzo in Guastalo (ki so bile od leta 1735 v habsburških rokah). Ko se je vojna razmahnila, so jo za svoje koristi skušali izkoristiti tudi drugi: savojski knez Karel Emanuel III., gospodar Savoje, Piemonta in Sardinije z naslovom sardinski kralj, je želel razširiti svojo posest naprej v Italijo; Britanci so bili zainteresirani za slabitev Francije, svojega glavnega nasprotnika na morju in v kolonijah.
Tako različni in nasprotujoči si interesi so pripeljali do številnih sklenjenih in spet pretrganih zavezništev in pogodb ter do vrste neusklajenih vojaških operacij. Spopadi so se iz Šlezije in Češke razširili na bojišča ob Renu, v severni in srednji Italiji ter na Nizozemskem, tako da jih je težko urediti v smiselno celoto.
Nasprotniki Habsburžanov so kot formalni povod za vojno navajali nestrinjanje s pragmatično sankcijo.

### Zavračanje pragmatične sankcije
Cesar Svetega rimskega cesarstva Leopold I., glava avstrijskih Habsburžanov, je leta 1703 s sinovoma Jožefom in Karlom sklenil rodbinski dedni dogovor, ki je za tedaj živeče Habsburžane določal zaporedje dedovanja. Dogovor zaporedja dedovanja po ženski liniji ni posebej določal.
Leta 1705 je umrl Leopold I. in leta 1711 tudi Jožef I., ki je zapustil dve neporočeni hčeri. V monarhiji in cesarstvu ga je nasledil brat Karel VI., ki je 19. aprila 1713 izdal pragmatično sankcijo. Ta je določala, da morajo ostati habsburške dedne dežele "nedeljive in neločljive" in da v primeru izumrtja moškega rodu dedujejo hčere zadnjega moškega vladarja. Slednja možnost, ki je bila v času objave pragmatične sankcije zgolj hipotetična (tedaj Karel ni imel še nobenega naslednika), je ob njegovi smrti določala za dedinjo njegovo prvo hčer Marijo Terezijo in ne ene od Jožefovih hčera.
Karel VI. je poskrbel, da je bila pragmatična sankcija potrjena na deželnih zborih habsburških dežel in v ogrskem državnem zboru in je s tem dobila status državnega zakona. Priznala jo je tudi večina evropskih držav, nikdar pa Bavarska in Saška, ki sta podpirali dogovor iz leta 1703. Dolgotrajno prizadevanje Karla VI. ob njegovi smrti tako ni doseglo pričakovanega cilja.
Po Karlovi smrti so habsburško dediščino zahtevali:
- bavarski volilni knez Karel Albert, kot soprog Marije Amalije (1701–1756), mlajše hčerke cesarja Jožefa I.,
- španski kralj Filip V. iz rodbine Burbonov, kot dedič izumrle španske veje Habsburžanov,
- saški volilni knez Friderik Avgust II., kot soprog Marije Jožefe (1699–1757), starejše hčerke cesarja Jožefa I.

Pruski kralj Friderik II. Veliki, katerega oče je leta 1728 priznal pragmatično sankcijo in s tem tudi nedeljivost habsburških ozemelj, je (ob sklicevanju na davno pogodbo iz leta 1686) kot ceno za priznanje pragmatične sankcije zahteval ozemlje Šlezije.

## Potek vojne

### 1740
Friderik II. je 11. decembra postavil Mariji Tereziji ultimat, v katerem je zahteval ozemlje Šlezije; v zameno je ponudil priznanje pragmatične sankcije in svojo podporo Francu Štefanu Lotarinškemu, soprogu Marije Terezije, pri volitvah za cesarja. Ne da bi čakal na odgovor, je 16. decembra z vojsko vdrl v Šlezijo in s tem sprožil avstrijsko nasledstveno vojno.
Pruska vojska je bila po zaslugi Friderikovega očeta Friderika Viljema I., "vojaškega kralja", močna, disciplinirana in dobro izurjena, ena najmočnejših v Evropi. Bila je stalna in jo je bilo mogoče (drugače kot avstrijsko) uporabiti takoj, brez prehodne dolgotrajne mobilizacije. Večino Šlezije je zavzela v šestih tednih brez veliko odpora. Avstrijci, ki so imeli po vojni s Turki na razpolago le malo čet, v Šleziji komaj kaj, so se umaknili na Češko in Moravsko. Obdržali so se le v trdnjavah Głogów, Brzeg in Nysa.

### 1741
9. marca so pruske čete pod poveljstvom kneza von Dessaua v nočnem naskoku zavzele trdnjavo Głogów. Koncem marca se je avstrijska vojska pod poveljstvom feldmaršala grofa von Neipperga napotila proti pruskim položajem z namenom, da prežene oblegovalce trdnjav Brzeg in Nysa. 10. aprila je prišlo nekaj kilometrov od trdnjave Brzeg do  bitke pri Małujowicah, v kateri so Prusi zmagali. Feldmaršal Neipperg ni želel izpostavljati svojih vojakov in se je umaknil na obrambne položaje.
S Šlezijo trdno v svojih rokah, se je Friderik II. ponudil Mariji Tereziji za zaščitnika monarhije; za ceno ozemlja Šlezije naj bi jo branil pred nasprotniki. Del dunajskih vodilnih mož z Marijo Terezijo na čelu je ponudbo odločno zavrnil, čeprav je bilo stanje zelo kritično. Začeli so se ozirati po zaveznikih. Britanski kralj Jurij II. je bil Avstriji sprva kar naklonjen, britanski parlament je aprila izglasoval celo pomoč 300.000 £, ko pa so Francozi vojaško podprli Karla Alberta, se je angleški kralj Jurij II. ustrašil za svojo volilno kneževino Hannover in ni podpisal že pripravljene pogodbe o sodelovanju. V Rusiji se je pripravljal prevrat. Tako je Marija Terezija aprila podpisala pogodbo s Saško, katera naj bi ji nudila pomoč ob zelo neugodnih pogojih (vse vojaške usluge bi morala Avstrija plačati in v primeru uspeha odstopiti Fridriku Avgustu II., ki je bil tudi poljski kralj Avgust III., pas ozemlja za povezavo med Saško in Poljsko).
28. maja si je Karel Albert na dvorcu Nymphenburg v Münchnu zagotovil podporo Španije. 4. junija je Prusija sklenila v Vroclavu obrambno zvezo s Francijo. Stari francoski kancler kardinal Fleury za vojno ni bil navdušen, a francoski pristaši bavarskega cesarskega kandidata so ga prepričali, da je nazadnje vendarle obljubil 40.000 mož za pohod proti Donavi in ravno toliko mož za napotitev v Vestfalijo, nasproti Hannovru. Julija se je Rusija, avstrijska možna zaveznica, zapletla v vojno s Švedsko (1741–43), kar je prispevalo k Friderikovi varnosti z vzhoda.
15. junija je francoska vojska prečkala Ren in se septembra pridružila bavarski vojski, ki je že zasedla Linz. Na prigovarjanje Francozov je na protiavstrijsko stran prestopil tudi Friderik Avgust II.; bavarski in saški volilni knez sta si že v naprej razdelila zahodne avstrijske dedne dežele. V strahu za Hannover je Jurij II. obljubil nevtralnost.
Poleti in jeseni leta 1741 je bila avstrijska monarhija v tako kritičnem položaju, kot ga ni bilo potem vse do leta 1918. Večina odločujočih mož na Dunaja je bila mnenja, da je potrebno sprejeti Friderikovo ponudbo o zavezništvu, le Marija Terezija je, ob trdni podpori sekretarja tajnega sveta barona von Bartensteina (Johann Christoph), vztrajala na samostojni poti. 25. junija so jo Madžari s slavjem, kakršnega v Bratislavi še ni bilo, okronali za ogrsko kraljico. 7 septembra, ko so Bavarci zavzeli Linz in so se Francozi približali Donavi, je imela sestanek z madžarskimi visokimi plemiči, dejanskimi gospodarji dežele, ki so ji za obrambo monarhije obljubili pomoč 40.000 mož in po potrebi zatočišče za njeno družino v madžarski trdnjavi Gjur. Marija Terezija jim je v zameno obljubila veliko stopnjo samostojnosti v upravljanju. Nekaj dni za tem je v dramatičnem nastopu pozvala madžarski državni svet, naj pomaga njej in njenim otrokom in požela val navdušenja in simpatij; njenega moža, Franca Štefana, so imenovali za sovladarja na Ogrskem; 21 septembra, ko je Franc Štefan prisegel kot sovladar, se je Marija Terezija pojavila pred plemiči s šestmesečnim Jožefom v naročju; požela je nov val navdušenja; zagotovili so ji pomoč 100.000 mož. Od tega je dejansko dobila 20.000 boja željnih vojakov in to v pravem času.
Bavarsko-saški dogovor in vključitev Francozov v vojno sta vzpodbudila Friderika II., ki si ni želel popolnega uničenja avstrijske monarhije, da je 9. oktobra ob posredovanju britanskega diplomata grofa Hyndforda (John Carmichael) sklenil na gradu Klein-Schnellendorf z Avstrijci pogodbo (ki jo je Marija Terezija v stiski sprejela), t. i. tajno kleinschnellendorfsko konvencijo (ker Friderik ni želel, da se o njej razve), s katero mu je Avstrija prepustila Dolnjo Šlezijo in, po 14 dnevnem navideznem obleganju, trdnjavo Nysa. S tem se je vojska feldmaršala Neipperga sprostila za boj proti ostalim nasprotnikom.
Potem ko je Karel Albert zavzel Zgornjo Avstrijo, ni nadaljeval pohoda proti Dunaju, ampak je zavil proti Pragi, najverjetneje zato, da bi si zagotovil ozemlja, o katerih sta se dogovorila s Friderikom Avgustom II. Saškim (morda pa tudi ni imel primerne opreme za obleganje Dunaja, ki se je pripravljal na obrambo).
20. novembra se je bavarski in francoski vojski pred Prago pridružila saška vojska. Feldmaršal Neipperg, ki je s svojo vojsko prihitel iz Šlezije, ni mogel preprečiti zavzetja Prage (26. november), kjer se je Karel Albert 9. decembra pustil kronati za češkega kralja.
Friderik II. se je ustrašil, da bi Saška zavzela preveč češkega ozemlja. 16. decembra je obvestil Hyndforda, da bo prekinil kleinschnellendorfsko konvencijo, češ da je Avstrijci niso držali v tajnosti (kar je bilo morda tudi res). 26. decembra je zavzel Olomuc in tam postavil zimski tabor pruske vojske.

### 1742
24. januarja 1742 je bil Karel Albert v Frankfurtu izvoljen za cesarja Svetega rimskega cesarstva Karla VII. in 12. februarja ga je njegov brat Klemen Avgust, nadškof v Kölnu, tudi kronal; po 300 letih je bil prvi cesar, ki ni bil habsburškega rodu.
Med tem so Avstrijci pripeljali svoje čete iz Italije in skupaj z ogrsko vojsko prešli v protinapad. Feldmaršal grof von Khevenhüller je po zmagi pri Schardingu (17. januar) zavzel Linz, kjer je zajel 10.000 francoskih vojakov; ravno na dan izvolitve Karla Alberta za cesarja je avstrijska vojska vkorakala v München. Razen nekaj utrdb, med njimi Ingolstadt, je bila Bavarska v rokah Avstrijcev. Karel Albert, ki sta ga podpirala le Palatinat in Hessen, je bil popolnoma odvisen od Francozov. Mobilnost in udarna moč vojske iz Ogrske in Hrvaške je pregnal prejšnji pesimizem avstrijske vojske.
Friderik je februarja in marca zavzel Brno in prodrl do reke Dyje (že v bližini Dunaja). Ker pa mu saška vojska ni priskrbela obljubljene oblegovalne opreme in so lahke avstrijske čete ogrožale njegovo oskrbo, se je obrnil nazaj proti Češki, kjer je 17. maja v bitki pri Chotusicah premagal vojsko feldmaršala Karla Lotarinškega. Friderikova zaloga državnega denarja, ki jo je podedoval po očetu (8 milijonov talerjev) je že skoraj skopnela. Zato je 11. junija sklenil z Marijo Terezijo preliminarni mir v Bratislavi, kateremu je 28. julija sledil mir v Berlinu (ki je končal prvo šlezijsko vojno). Prusi so z mirom dobili večino Šlezije in grofijo Glatz (območje Kłodzkega), Marija Terezija pa je lahko sproščene čete obrnila proti bavarsko-francoski vojski. Po določilih mira so se morali Prusi v 16 dneh umakniti iz avstrijskih ozemelj. Sledil je mir s Saško in umik njenih čet iz avstrijskih ozemelj (končni mir sklenjen 17. september v Dresdnu).
Rešeni pruskega pritiska so Avstrijci po miru v Berlinu prisilili francoskega maršala grofa de Broglia k umiku iz porečja Vltave in koncem julija začeli oblegati Prago, ki jo je branil francoski maršal Belle-Isle. Iz Vestfalije je branilcem Prage prihajal s francosko vojsko na pomoč maršal markiz de Maillebois. Ovire na poti, sovražno prebivalstvo in avstrijske čete, ki so mu prihajale od Prage nasproti, so mu onemogočili napredovanje proti Pragi. Zavil je na Bavarsko in pomagal cesarju osvoboditi njegovo kneževino. Med tem se je maršal Belle-Isle 6. decembra prebil skozi avstrijski oblegovalni obroč in se ob Labi in reki Ohře umaknili na varno v 160 km oddaljeni Cheb. Devetdnevni marš v zimskih razmerah je bil eden največjih podvigov te vojne. Le dobra četrtina francoske vojske se je vrnila s Češke, kar je v Parizu sprožilo pomisleke o smislu te vojne.
V Italiji se je odprlo novo bojišče. Španci so se, potem ko so se izognili britanskemu ladjevju, izkrcali na zahodni italijanski obali (že novembra 1741 v Orbetellu in januarja 1742 v Spezii) in skupaj z vojsko Neapeljskega kraljestva (kjer je vladal sin španske kraljice Elizabete Farnese, Don Carlos) preko papeške države prodrli na avstrijsko območje Ancona-Rimini. Vendar so Avstrijci, ki se jim je pridružile sardinske čete, prevzeli pobudo, zavzeli Modeno in Mirandolo. Britansko ladjevje je začelo ogrožati mesto Neapelj, zato je neapeljski kralj svoje čete poklical domov in proglasil nevtralnost. V septembru 1742 je druga španska vojska pod vodstvom princa Filipa prodirala preko Alp, vendar jo je sardinska vojska zaustavila v dolini reke Isère.
Pomembna za nadaljnji potek vojne je bila sprememba vladnega kabineta v Britaniji, februarja 1742; glavni kreator britanske politike je postal prizadevni lord John Carteret, ki se je, v razliko z drugimi britanskimi politiki, zanimal za dogajanja na kontinentu. Znal je nemško in pridobil zaupanje kralja Jurija II. Bil je naklonjen Mariji Tereziji, vendar tudi on ni bil pripravljen reševati njenih težav v Šleziji. Kot za vse Angleže, je bilo tudi zanj najpomembnejše bojevanje proti Franciji in na svoji strani je želel imeti tako Marijo Terezijo kot Friderika II. Aprila 1742 je britanski parlament izglasoval Avstriji podporo 500.000 £ (kasneje je 200.000 £ od tega preusmeril Karlu Emanuelu III. za bojevanje proti Burbonom v Italiji) in poslal v Flandrijo vojsko 16.000 mož, ki so skupaj z avstrijskimi in najetimi vojaki iz Hannovra in Hessna tvorili t. i. pragmatično armado, ki naj bi ji Nizozemci nudili ustrezno podporo. 29. novembra je v Westminstru Velika Britanija sklenila obrambno zvezo s Friderikom II.
Ob koncu leta 1742 je Avstrija zasedala Češko in Moravsko, med tem ko je francosko-bavarska vojska od jeseni ponovno obvladovala Bavarsko. 

### 1743
Januarja 1743 je umrl francoski kancler, kardinal Fleury. Francoski kralj Ludvik XV. je objavil, da bo vlogo prvega ministra prevzel sam, za kar pa ni bil sposoben. Kmalu so se ministri odločali vsak po svoje. Vojsko so še povečali (leta 1743 je štela 330.000 mož), a brez pravega učinka.
9. maja je vojska Bavarcev in njihovih hessesenskih zaveznikov izgubila bitko pri Simbachu ob Innu in se je morala umakniti iz Bavarske preko Rena, kjer je prezimila. 9. junija je Avstrija spet zavzela München. 
Pragmatična armada je pod vodstvom angleškega kralja Jurija II. prodrla do Majne. Francija ji je iz Alzacije poslala naproti vojsko pod poveljstvom maršala  grofa de Noaillesa, ki pa jo je pragmatična armada 27. junija porazila v bitki pri Dettingenu. Zaradi nesoglasij poveljnikov združenih vojska in nasprotovanja Jurija II. pa zmage ni izkoristila z zasledovanjem Francozov, ampak se je umaknila na prezimovanje v Vestfalijo in na Nizozemsko. Čete Avstrijcev in Madžarov, ki so dobile uraden naziv "kraljevo-ogrska armada", so prezimovale na Bavarskem in ob Renu.
V Italiji so Španci pod poveljstvom grofa Juana de Gagesa ponovno prodrli do Modene, v neodločeni bitki pri Camposantu ob reki Panaro pa so 8. februarja 1743 utrpeli velike izgube in se umaknili. Med tem je druga španska vojska pod vodstvom princa Filipa ponovno poskušala iz Provanse prodreti v Piemont, a se je morala, tako kot prejšnje leto, umakniti v Savojo.
V strahu pred ponovnim napadom Friderika II. in ob prigovarjanju lorda Carteneta je Marija Terezija septembra 1743 s Karlom Emanuelom III. sklenila wormško pogodbo, v kateri je sardinskemu kralju za sodelovanje prepustila vsa ozemlja zahodno od reke Ticino in jezera Maggiore. Ker se je Viktor Emanuel prej pogajal o sklenitvi zavezništva s Francozi, so v Parizu podpis wormške pogodbe razumeli kot izdajo in posledično oktobra v Fontainebleauu sklenili (drugo) družinsko pogodbo med burbonskima državama, v kateri je Ludvik XV. zagotovil Španiji obsežne francoske čete v pomoč pri osvajanju italijanskih ozemelj; t. i. vojsko gallispan naj bi vodil princ Filip; francoski kralj je obljubil, da bo napovedal vojno Sardiniji, Veliki Britaniji in Avstriji.
Decembra 1743 sta Avstrija in Saška sklenili obrambni sporazum.

### 1744
V letih 1743-44 je Friderik II. povečal prusko vojsko na 94.000 pešcev in 29.000 konjenikov (od očeta je prevzel 83.000 vojakov). Iskal je povezave na vse strani in dosegel, da je bila 22. maja v Frankfurtu ustanovljena zveza nemških držav, deklarativno za obrambo cesarja Svetega rimskega cesarstva. Šlo je za dogovor med Bavarsko, Palatinatom, mejno grofijo Hessen-Kassel in Prusijo, da bodo prispevale k skupni vojski, na katere čelu se je videl Friderik II. osebno (obnovitev ideje renske zveze iz leta 1658). Zvezi se je kasneje tajno priključila tudi Francija
Zaradi neuspehov v prejšnjem letu so bila stališča francoskih ministrov do vojne zelo deljena. Ludvik XV. je koncem aprila odpustil zunanjega ministra in odločil, da bo tudi to vlogo prevzel sam. Pristaši vojne v Parizu so s tem prevladali. 6. junija je bila sklenjena francosko-pruska zveza. Odločili so se tudi za podporo jakobitov v Angliji. V Dunkirku so začeli zbirati ladjevje, ki naj bi desantne enote prepeljalo v Anglijo, toda neodločnost vodij in dva viharja so invazijo v marcu odpihnili. Vseeno so napovedali Veliki Britaniji in Hannovru vojno in v maju tudi Avstriji (pogodba v Fontainebleauu je Francijo že prej zapletla v vojno s Karlom Emanuelom III.). Vojna se je tako podaljšala v izčrpavajoč boj.
Spomladi leta 1744 je francoska armada (80.000 mož) prodrla v Flandrijo, kjer se je za reko Šeldo zadrževala pragmatična armada. Sestavljena iz britanskih, nizozemskih in avstrijskih čet se je zaradi sporov med poveljniki in neenotnih navodil iz Londona v naslednjih letih pokazala kot povsem neučinkovito in nezmožno skupnega delovanja; posebno težavo so predstavljali Nizozemci, saj je njihova od trgovcev vodena republikanska vlada zaračunavala vse usluge (prevozi, oblegovalna oprema), ki bi jih morala nuditi zaveznikom (Nizozemska formalno ni bila v vojni, ampak je le pomagala Avstrijcem). Francoski maršal grof von Sachsen (polbrat saškega volilnega kneza Friderika Avgusta II.), vešč svojega poklica, je tako v juniju in juliju s hitro akcijo zavzeli utrjena mesta Menen, Ieper, Veurne in Knokke, potem pa je moral večji del svojih čet poslati proti avstrijski armadi feldmaršala Karla Lotarinškega, ki je zadnji dan junija v Alzaciji prekoračila Ren in ogrozila Lotaringijo in celo Pariz. Avstrijcem je šel nasproti maršal Noailles in z njim Ludvik XV., ki je v Metzu hudo zbolel in izgledalo je že, da bo umrl. Francoska vojska je bila za nekaj časa paralizirana, ker se je vedelo, da bi ob njegovi morebitni smrti vojna stranka v Parizu izgubila oblast. Tedaj pa se je v vojno ponovno vključil Friderik II.
Friderik II. se je bal, da bi se Avstrija ob morebitni zmagi nad Francijo poskušala ponovno polastiti Šlezije. Zato je v avgustu z maršem preko nevtralne Saške s kakimi 70.000 vojaki napadel Češko (prehod Saške je opravičeval, češ da deluje v duhu frankfurtske zveze v dobro cesarja). Napad je bil za Avstrijce popolno presenečenje. Marija Terezija je poskušala ponovno pridobiti podporo Madžarov, a brez odziva. Zato je poklicala iz Alzacije vojsko Karla Lotarinškega. V septembru je Friderik oblegal in zavzel Prago in potem nadaljeval v dolino Visle, misleč, da bosta bavarska in francoska vojska sledili vojski Karla Lotarinškega ki jo bodo skupaj obkolili in uničili. Vendar so Bavarci, potem ko so se Avstrijci umaknili iz njihove dežele, zavili proti Münchnu, Francozi pa so se lotili obleganja prednjeavstrijskega mesta Freiburg im Breisgau (in ga po šestih tednih tudi zavzeli). Friderikova vojska se je znašla v nevarno izpostavljenem položaju, posebno ker se je Saška v prvih dneh oktobra začela bojevati na avstrijski strani. Feldmaršal grof von Traun, ki je prevzel vodenje avstrijske vojske, se je izogibal direktnemu spopadu in Friderika večkrat izmanevriral, tako da je bil ta brez oskrbe v zimskih razmerah prisiljen z velikimi izgubami umakniti se v Šlezijo. Od 36.000 vojakov, ki so dosegli Šlezijo, jih je tam polovica umrla od griže. Friderik je bil v globoki depresiji in je prosil rusko carico Elizabeto, da bi posredovala za mir med njim in sovražniki. Okoliščine pa so se obrnile spet Frideriku v prid: novembra je v Angliji svoj vplivni položaj zgubil lord Carteret, ki je bil dva meseca prej izdelal predlog za veliko alianso proti Prusiji, ki naj bi vključevala tudi Rusijo.
V Italiji so Avstrijci v marcu pri Riminiju, kjer so prezimili, začeli vojaško operacijo in potiskali špansko vojsko grofa de Gagesa vse do kraljevine Neapelj (ki si jo je Marija Terezija zelo želela ponovno osvojiti). Ko pa je ta prekinila svojo nevtralnost in se v boju pridružila Špancem, so se Avstrijci po neuspehu pri mestu Velletri (avgust) obrnili proti severu, kjer je vojsko Karla Emanuela od zahoda ogrožala špansko-francoska vojska. Ta je v aprilu zavzela sardinsko pristanišče Vilafranco, ki je bilo dotlej koristna baza britanskega mediteranskega ladjevja. Nato je prodrla v Piemnot, 30. septembra v bitki pri Madonna dell'Olmo premagali sardinsko vojsko, potem pa jo je zaustavila manjša trdnjava Cuneo; po njenem brezuspešnem obleganju so se Španci in Francozi z velikimi izgubami vrnili v Savojo, še preden so prišli na bojišče Avstrijci.

### 1745
8. januarja so sklenile Velika Britanija, Avstrija, Saška in Nizozemska varšavsko četverno zvezo proti Prusiji. 12 dni za tem je umrl cesar Karel VII. Njegov sin, Maksimilijan III. Bavarski je po nadaljnjih vojaških porazih, nazadnje v bitki pri Pfaffenhofenu, sklenil 22. aprila z Marijo Terezijo mir v Füssnu; za vrnitev kneževine se je odpovedal zahtevi po avstrijski dediščini in obljubil Francu Štefanu Lotarinškemu podporo pri volitvah cesarja. Prusija je bila s tem osamljena.
Friderik II. je sedaj ubral defenzivno taktiko. Zadrževal se je v Šleziji, ko pa je tja skušala prodreti avstrijsko-saška vojska, jo je 4. junija, ob prehodu Sudetov, v bitki pri Hohenfriedbergu odločilno premagal (druga šlezijska vojna). Ponovno je bil, po zaslugi svoje poveljniške spretnosti, uspešen 30. septembra v bitki pri Sooru. S tem je bila Šlezija ubranjena in bojevanje se je osredotočilo na Saško, kjer so se zbrale glavne avstrijsko-saške sile. Knez von Dessau je 15. decembra v bitki pri Kesseldorfu odločilno porazil avstrijsko-saško vojsko in Dresden je padel v pruske roke. 25. decembra je bil sklenjen dresdenski mir med Prusijo, Avstrijo in Saško, medtem ko je bila mirovna pogodba med Veliko Britanijo-Hannovrom in Prusijo sklenjena že prej, 16. avgusta.
Po izstopu Bavarske iz vojne se je Francija umaknila iz Bavarske in iz Freiburga in se osredotočila na Flandrijo. Tam je francoska armada pod vodstvom maršala von Sachsna oblegala utrjeni Tournai. Von Sachsen je 11. maja v trdi bitki pri Fontenoyu premagal pragmatično armado pod poveljstvom princa Viljema, mlajšega sina Jurija II., ki je prihajala mestu na pomoč. Sledila je predaja mest Tournai, Gent in Brugge. Francozi so do konca leta zavzeli še mesta Niewport, Dendermonde, Ath in Ostende. S francosko podporo je na škotski obali pristala manjša ekspedicijska vojaška enota, da bi se napotila proti Angliji in podprla t. i. drugo jakobitsko vstajo (ki pa je bila aprila 1746 poražena).
V Italiji je maja 1745 s francosko-španskimi silami začela sodelovati Republika Genova. To je Francozom in Špancem omogočilo, da so preko italijanske riviere pripeljali v Piemont špansko-francosko in špansko-neapeljsko vojsko, skupaj kakih 80.000 mož, in ju sredi junija postavili nasproti avstrijsko-sardinskim položajem ob reki Tanaro. Zavzeli so Tortono, Piacenzo, Parmo in Pavijo in potisnili Avstrijce preko Pada. Sardinsko vojsko so premagali pri Bassignanu (27. september). Do konca leta so zasedli Piemont in skoraj vso Lombardijo.
Junija 1745 so Britanci zavzeli trdnjavo Louisbourg na otoku Cape Breton ob Novi Škotski.

### 1746
Ker je bila Velika Britanija zaradi jakobitske revolucije prisiljena umakniti svoje čete s kontinenta, je francoska vojska maršala von Sachsna razmeroma neovirano zavzela Bruselj, Mecheln, Antwerpen. Avstrijska vojska pod vodstvom Karla Lotarinškega, ki je prišla na pomoč, ni mogla preprečiti padcev Monsa, Charleroia in Namurja. Tudi odločilno bitko pri Roucouxu (11. oktober) so Avstrijci izgubili. Ob koncu leta 1746 sta bila vsa Avstrijska Nizozemska in Luksemburg v francoskih rokah.
V Italiji je bila ofenziva avstrijsko-sardinske vojske uspešna. Samostojna pogajanja francoskega zunanjega ministra d'Argensona z diplomati Karla Emanuela o novi ureditvi Italije so povzročila v Madridu veliko zamero. Sardinska vojska je v noči na 8. marec s presenečenjem zajela devet francoskih bataljonov v mestu Asti, kar je pomenilo takojšnje prenehanje obleganja Alessandrije in umik španske vojske iz Milana (19. marec). Avstrijci so dosegli lepo zmago pri Piacenzi (16. junij). Smrt španskega kralja Filipa V. je dodatno omrtvila špansko vojsko, ki je pričakovala od novega španskega kralja, Ferdinanda VI., spremenjene ukaze. Dejansko je ta predlagal pogajanja s Karlom Emanuelom in novim avstrijskim poveljnikom Botto d'Adorno. Nasprotja med avstrijskim in sardinskim vojaškim poveljnikom so omilila kritičnost francosko-španskega položaja. Končno so se Španci in Francozi umaknili proti zahodu, skozi Tortono v Nico in Genovo prepustili Avstrijcem. Ti so ob pomoči britanskega ladjevja prodrli v Provanso do reke Var in oblegali Antibes. 7. decembra so se Genovčani uprli in izgnali iz mesta Avstrijsko posadko.
V Indiji se je v prvi karnatski vojni posrečilo Francozom 4. septembra zavzeti Madras, ki je bil tedaj glavno mesto britanske posesti, ki je obsegala večji del južne Indije.

### 1747
Po zavzetju Avstrijske Nizozemske je dobil francoski maršal von Sachsen od svoje vlade dovoljenje, da napade Republiko Nizozemsko. 2. julija je v težki bitki pri Lauffeldu blizu Maastrichta premagal avstrijsko-britansko-nizozemske čete, ki jih je spet enkrat vodil princ Viljem; zmaga je bila  težko priborjena; von Sachsen po zmagi ni zasledoval poražencev, kar je v Parizu vzpodbudilo sum, da želi podaljšati vojno, ki mu je prinašala toliko slave. Francozi so po trimesečnem obleganju 16. septembra zavzeli ključno trdnjavo nizozemskega Brabanta Bergen-op-Zoom in potem še vso nizozemsko Flandrijo.
Zaradi pomanjkanja hrane se je morala avstrijsko-sardinska vojska že v januarju umakniti iz Provanse. Začela je oblegati uporno Genovo; do aprila je prodrla v predmestja in do junija čakala na pomoč sardinskih čet. Med tem je prihajala mestu na pomoč francosko-španska vojska pod poveljstvom maršala Belle-Isle. Njegov brat je skušal prodreti tudi preko hribov v Piemont, a je na grebenu Assiette utrpel velike izgube in bil odbit. Avstrijska in sardinska vojska sta se pred Francozi umaknili v Lombardijo. Belle-Isle jim je nekaj časa sledil, potem pa se je z vojsko umaknil na prezimovanje v Nico.
30. novembra je Rusija v pogodbi obljubila protifrancoskim zaveznikom, da ji bo naslednje leto poslala v Porenje in na Nizozemsko pomoč 37.000 vojakov.

### 1748
Med tem ko so Francozi oblegali Maastricht, vojske Velike Britanije, Nizozemske in Avstrije niso ukrenile ničesar, da bi mesto osvobodile; čakale so na prihod ruskih čet, da bi skupaj nastopili proti maršalu von Sachsnu. Maastricht je 7. maja padel, potem pa je prišlo do splošnega premirja. Tudi v Italiji ni prišlo do novih spopadov. Pričakovana prisotnost Rusov je pospešila mirovna pogajanja. Vojna se je končala 18. oktobra z mirom v Aachnu.

## Rezultati vojne
Splošno načelo zaključkov miru je bilo, da se osvojitve vrnejo. Mariji Tereziji je bila priznana pravica dedovanja avstrijskih dednih dežel, vendar se je morala v korist Prusije odpovedati večini Šlezije in grofiji Glatz (Kłodzko), v korist Sardinije ozemljem v severni Italiji (zahodno od reke Ticino) in dela vojvodine Parme, v korist Filipa Parmskega pa vojvodinam Parma, Piacenza in Guastalla. S Šlezijo je Avstrija izgubila eno svojih najbogatejših dežel. Prusija se je približala položaju evropske velesile. Francija, ki je Habsburžanom vrnila Avstrijsko Nizozemsko, ni izpolnila cilja, da znatno oslabi svojega glavnega nasprotnika. 
Z avstrijsko nasledstveno vojno se je v Nemčiji začelo tekmovanje med Habsburžani in Hohenzollerji, ki je nadomestilo nekdanji protestantsko-katoliški antagonizem in ki je krojilo usodo Evrope vse do 20. stoletja. 